# Nobuaki Yanagida
Nobuaki Yanagida (født 9. december 1970) er en tidligere japansk fodboldspiller og træner.
Han har spillet for flere forskellige klubber i sin karriere, herunder Fujitsu og Mito HollyHock.
Han har tidligere trænet Oita Trinita.